# 范義 (劉宋)
范義（？—459年），字明休，南朝濟陽考城（今民權縣）人。南朝宋年間范義為宋文帝劉義隆第六子廣陵王劉誕之左司馬、左將軍。
大明三年（459年），吳郡民劉成上書告發劉誕謀反。四月，劉誕被削去爵位，於是在廣陵城叛亂，殺死兗州刺史垣閬。宋孝武帝劉駿任命始興公沈慶之為車騎大將軍、開府儀同三司、南兗州刺史，攻討劉誕。同年六月，劉誕命中軍長范義為左司馬、左將軍及孟玉秀為右司馬、右將軍迎戰。當時范義之母親及妻子都在城內，有人勸范義投降官軍，因為此戰一定不會成功，但范義不肯，回答說：「吾，人吏也；子不可以棄母，吏不可以叛君。必若何康之而活，吾弗為也。」，他認為既然他是劉誕官員就應該出戰，范義亦因而戰死。
此戰之後，蔡興宗奉旨慰勞廣陵城，蔡興宗與范義素來友好，所以幫忙收斂范義屍首及送喪到豫章，但有蔡興宗下屬擔心此做法會觸怒皇帝。之後果然引發宋孝武帝的怒氣與責問，蔡興宗則回答說皇上殺逆賊，臣子葬故交，有什麼問題，此話令宋孝武帝頗為慚愧。